# كليسورا (منطقة بيزنطية)
كليسورا (اليونانية: κλεισούρα؛ وتعني: "الحصار" أو "التدنيس") كان مصطلحًا في الإمبراطورية البيزنطية يُطبق تقليديًا على ممر جبلي محصن والمنطقة العسكرية التي تحميه. بحلول أواخر القرن السابع، طُبق على مناطق حدودية أكثر اتساعًا، مميزة عن البنود الأكبر، بشكل رئيس على طول الحدود الشرقية للإمبراطورية مع الخلافة على طول خط جبال طوروس. وكان نظير المصطلح في العالم الإسلام هو الثغور في قيليقية وبلاد الجزيرة الفراتية.

## طالع أيضًا
- ديجينيس أكريتاس
- كاربياس [الإنجليزية]